# ملعب دومينغاو
الملعب الأولمبي هوراسيو دومينغوس دي سوزا (Estádio Olímpico Horácio Domingos de Sousa) المعروف باسم دومينغاو (Domingão) هو ملعب متعدد الأغراض في هوريزونتي، سيارا، البرازيل. يستخدم في الغالب لمباريات كرة القدم، ويتسع لـ 10,500 شخص كحد أقصى.

## تاريخ
بدأ بناء الملعب في عام 2003 وانتهى في عام 2008 بتكلفة قدرها 20 مليون ريال برازيلي. سُمي على اسم هوراسيو دومينغوس دي سوزا، وهو زعيم سياسي ساعد في تأسيس نادي هوريزونتي ‏
تم افتتاح الملعب في 28 ديسمبر 2008، في مباراة بين هوريزونتي وسيارا.